# Trichotomická relace
Trichotomická relace je pojem z teorie množin, používaný především v teorii uspořádání.

## Definice
Relace {\displaystyle R\,\!} na množině {\displaystyle X\,\!} je trichotomická, pokud platí:

{\displaystyle (\forall a,b\in X)([a,b]\in R\vee [b,a]\in R\vee a=b)\,\!}
Řečeno lidsky: trichotomická relace je ten typ relace, kdy každé dva různé prvky jsou ve vztahu daném touto relací (v případě uspořádání bychom řekli, že jsou srovnatelné).

## Příklady
Relace „je menší“ {\displaystyle <\,\!} i „je menší nebo rovno“ {\displaystyle \leq \,\!} jsou trichotomické na množině přirozených čísel, racionálních čísel i reálných čísel.
Relace „je podmnožinou“ {\displaystyle \subseteq \,\!} není trichotomická na potenční množině žádné množiny, která obsahuje alespoň dva prvky.

Pokud jsou {\displaystyle a,b\in X,a\neq b\,\!} potom {\displaystyle \{a\},\{b\}\in \mathbb {P} (X)\,\!},
 ale neplatí ani {\displaystyle \{a\}\subseteq \{b\}\,\!}, ani {\displaystyle \{b\}\subseteq \{a\}\,\!}, ani {\displaystyle \{a\}=\{b\}\,\!}.

## Motivace
Trichotomická relace svojí definicí trochu připomíná definici úplné relace, ale je o něco obecnější - zatímco pouze neostré uspořádání může být úplné, trichotomické může být i ostré uspořádání i neostré uspořádání.

Toho se využívá v obecné definici lineárního uspořádání, která je stejná pro ostré i neostré uspořádání.